# أسمندية
الأُسْمُنديَّة أو السرخس الملكي (الاسم العلمي: Osmundaceae)، فصيلة نباتات سرخسية. تضم من أربعة إلى ستة أجناس و18-25 من الأنواع المعروفة. وهي الفصيلة الوحيدة في رتبة الأسمنديات.